# Ari Haanpää
Ari Eerik Haanpää (* 29. November 1965 in Nokia) ist ein ehemaliger finnischer Eishockeyspieler, der in seiner aktiven Zeit von 1981 bis 2002 unter anderem für die New York Islanders in der National Hockey League gespielt hat.

## Karriere
Ari Haanpää begann seine Karriere als Eishockeyspieler in der Nachwuchsabteilung von Tappara Tampere. Von dort aus wechselte er 1982 zum Stadtnachbarn Ilves Tampere|, für dessen Profimannschaft der Flügelspieler von 1983 bis 1985 in der SM-liiga, der höchsten finnischen Spielklasse, aktiv war und mit dem er in der Saison 1984/85 Meister wurde. Während seiner Zeit bei Ilves Tampere wurde er zudem im NHL Entry Draft 1984 in der vierten Runde als insgesamt 83. Spieler von den New York Islanders ausgewählt, für die er von 1985 bis 1987 regelmäßig in der National Hockey League zum Einsatz kam. Zwar stand er auch in der Saison 1987/88 bei den Islanders unter Vertrag, allerdings absolvierte er in dieser Spielzeit nur noch eine Partie für das Team aus New York, während er die gesamte restliche Spielzeit bei deren Farmteam, den Springfield Indians, in der American Hockey League verbrachte.
Nachdem er in der NHL nicht mehr zum Stammpersonal gehört hatte, kehrte Haanpää in seine finnische Heimat zurück, in der er von 1988 bis 1990 für Lukko Rauma und anschließend je drei Jahre für JYP HT und seinen Ex-Club Tappara Tampere auf Torejagd ging. Mit JYP wurde er in der Saison 1991/92 Vizemeister und scheiterte mit seiner Mannschaft erst im Playoff-Finale an Jokerit Helsinki. Von 1996 bis 1999 stand der ehemalige Junioren-Nationalspieler bei verschiedenen Vereinen im europäischen Ausland unter Vertrag und spielte nacheinander je ein Jahr lang für den CE Wien in der Österreichischen Eishockey-Liga, den GEC Nordhorn in der 1. Liga, der damals zweithöchsten deutschen Spielklasse, sowie den Hockey Club de Reims in der französischen Ligue Magnus. Nach zwei Jahren Pause spielte er in der Saison 2001/02 noch einmal in drei Spielen für den finnischen Viertligisten Kiekko-Ahma.
Seit 2010 ist er als Scout für die Calgary Flames aus der National Hockey League tätig.

### International
Für Finnland nahm Haanpää an den Junioren-Europameisterschaften 1982 und 1983 sowie den Junioren-Weltmeisterschaften 1984 und 1985 teil.

## Erfolge und Auszeichnungen
- 1983 Silbermedaille bei der Junioren-Europameisterschaft
- 1984 Silbermedaille bei der Junioren-Weltmeisterschaft
- 1985 Finnischer Meister mit Ilves Tampere
- 1991 SM-liiga All-Star Team
- 1992 Finnischer Vizemeister mit JYP HT